# Alfred de Quervain (Geophysiker)

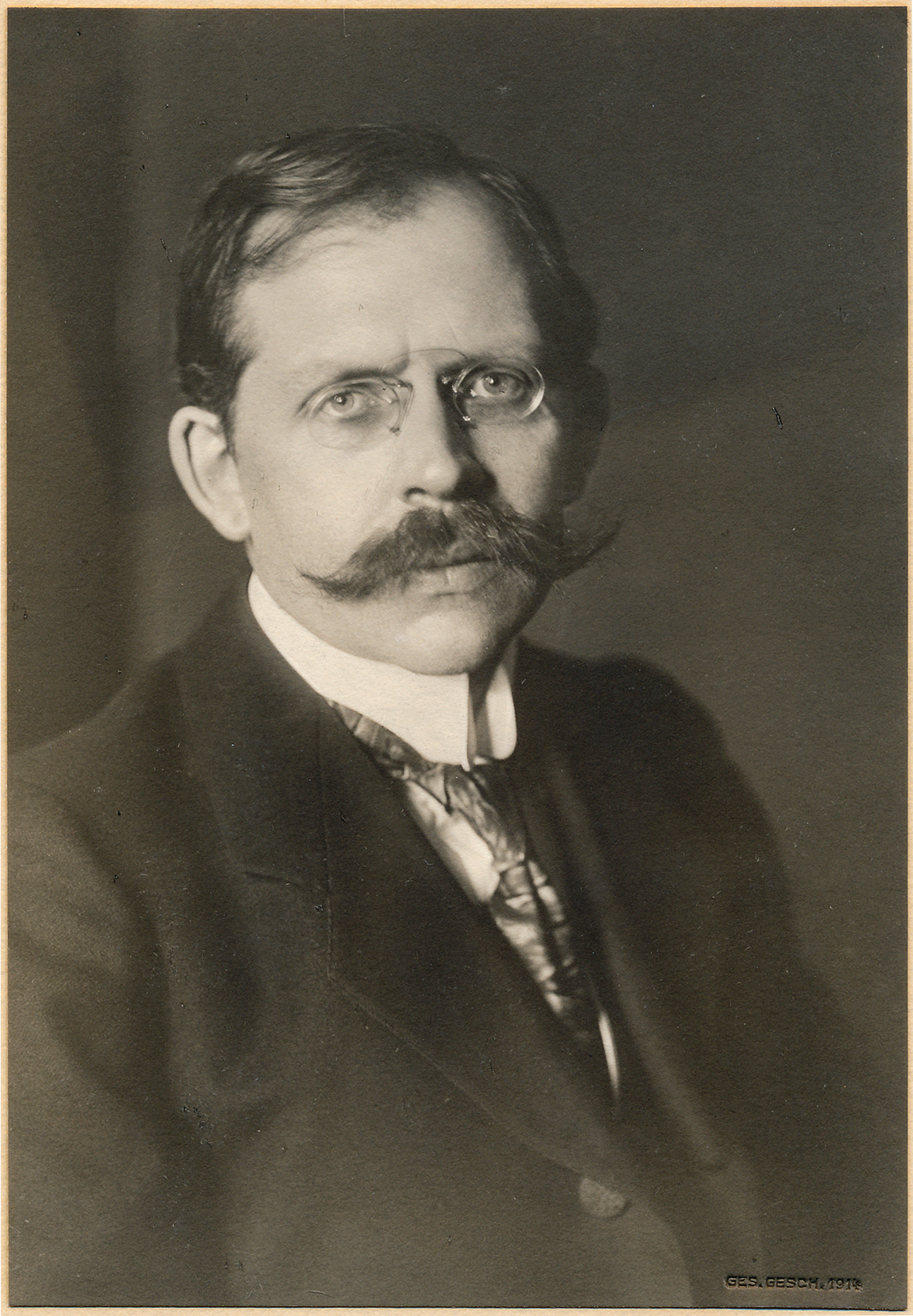
Alfred de Quervain, 1914

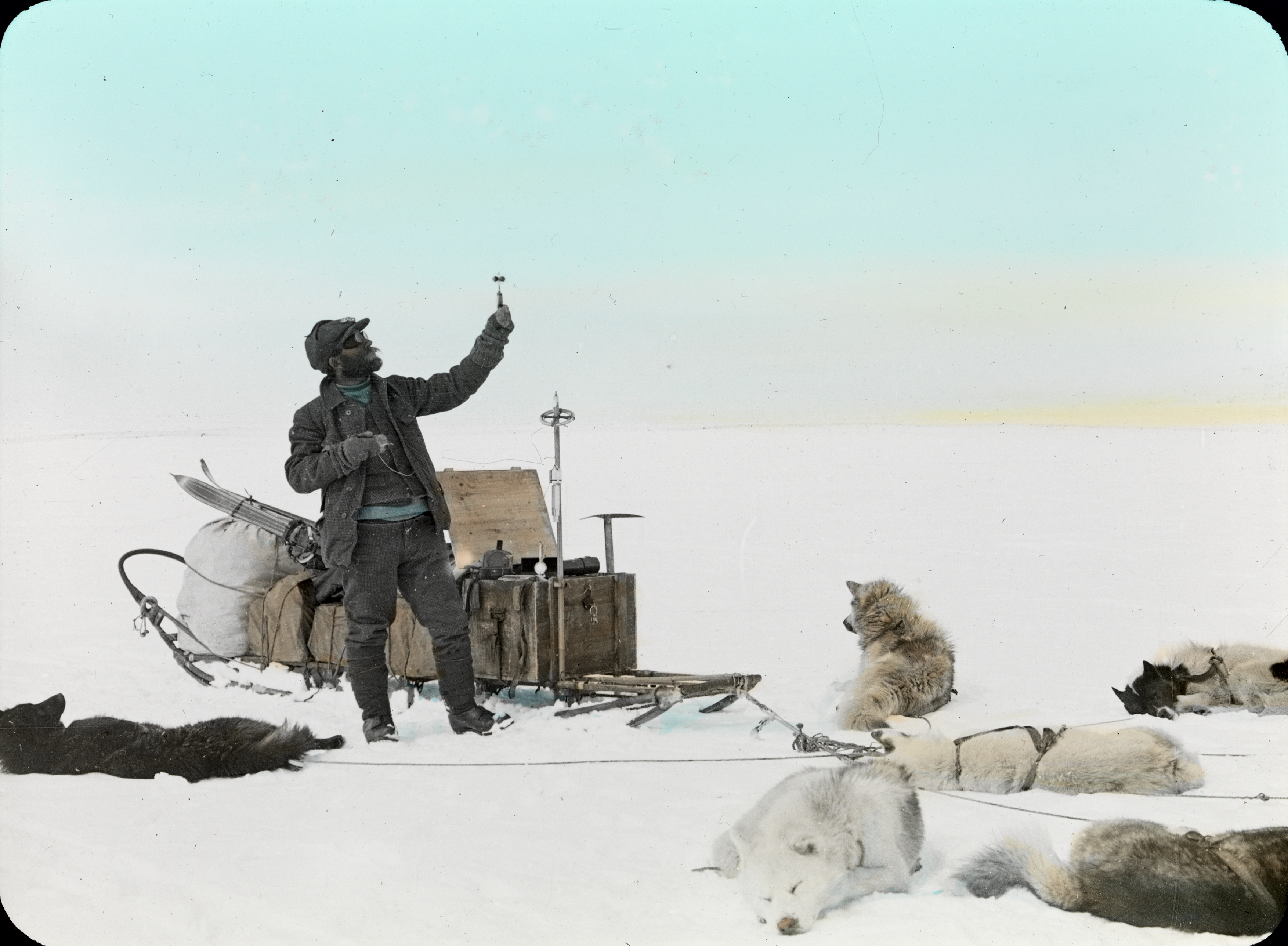
Alfred de Quervain beim Windmessen in Grönland

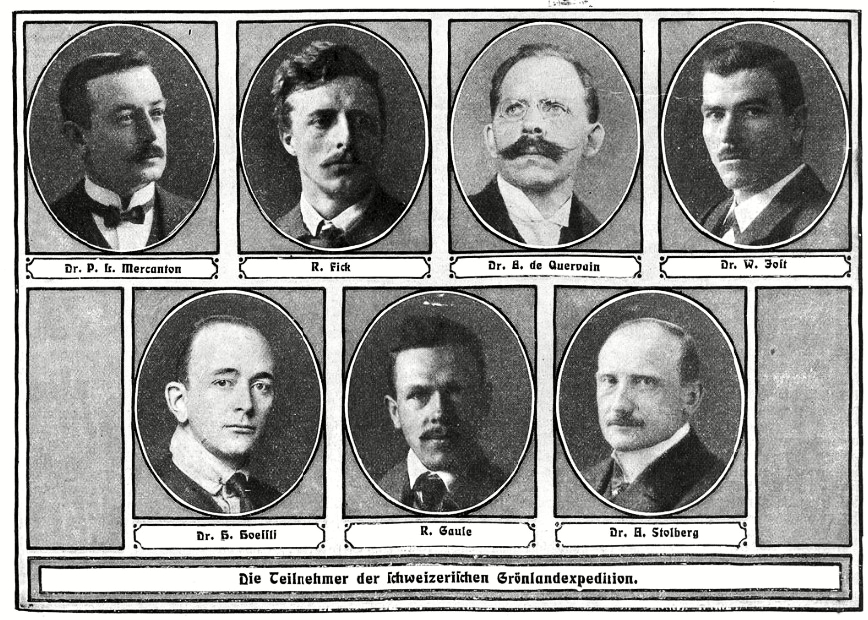
Die Teilnehmer der Schweizerischen Grönlandexpedition

Alfred de Quervain (* 15. Juni 1879 in Uebeschi bei Thun; † 13. Januar 1927 in Zürich) war ein Schweizer Geophysiker und Arktisforscher.

## Leben
De Quervain war bereits zu seiner Studienzeit Praktikant am Observatoire de Météorologie Dynamique in Trappes bei Versailles und führte im Winter 1900/01 einige Aufstiege von Registrierballonen (Vorläufer der Radiosonden) in Russland durch. Er promovierte 1903 mit der Dissertation Die Hebung der atmosphärischen Isothermen in den Schweizer Alpen und ihre Beziehung zu den Höhengrenzen.
Von 1902 bis 1906 war de Quervain Sekretär der internationalen Kommission zur Erforschung der höheren Atmosphäre in Strassburg, wo er sich 1905 als Privatdozent für Meteorologie habilitierte und die Illustrierten Aeronautischen Mitteilungen, eine „Fachzeitschrift für alle Interessen der Flugtechnik mit ihren Hilfswissenschaften, für aeronautische Industrie und Unternehmungen“, redigierte.
Ab 1906 und bis zu seinem Tod war de Quervain Direktor-Adjunkt an der Meteorologischen Zentralanstalt in Zürich (heute MeteoSchweiz) sowie ab 1913 Titularprofessor an der Universität Zürich und an der ETH Zürich.
Zusammen mit Auguste Piccard konstruierte de Quervain um 1922 einen neuartigen Seismographen, der in einer Erdbebenwarte des Schweizerischen Erdbebendienstes eingesetzt wurde. De Quervain war Leiter dieses Dienstes.

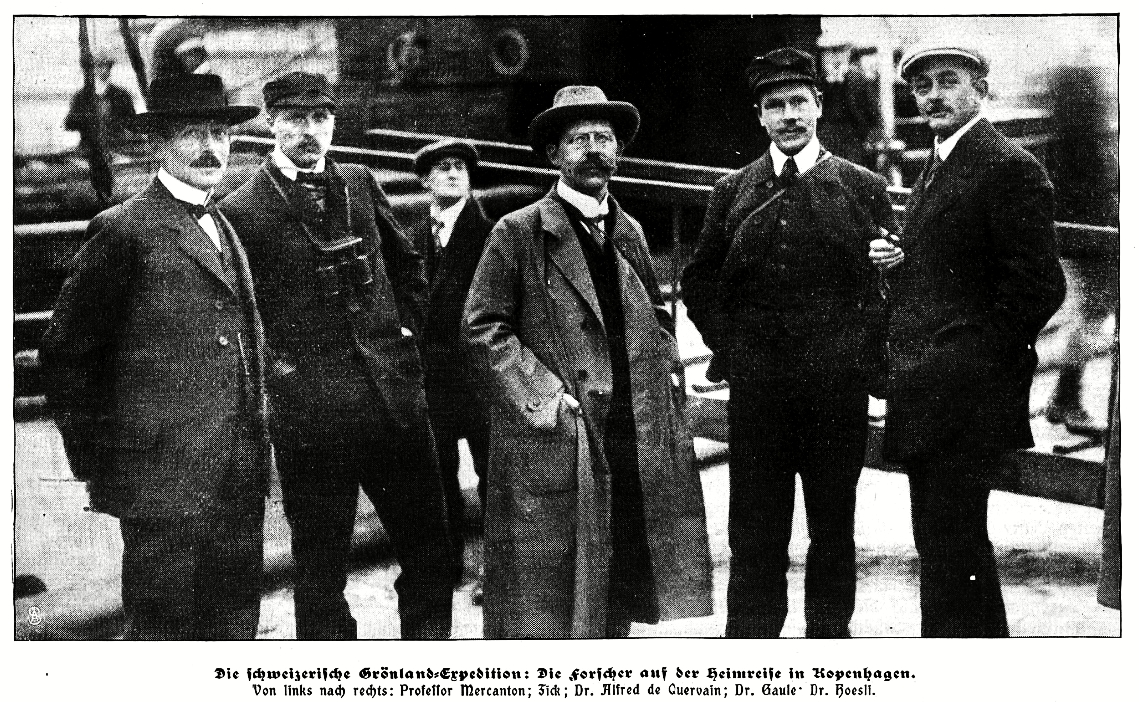
Die Schweizerischen Grönlandexpedition auf der Heimreise in Kopenhagen

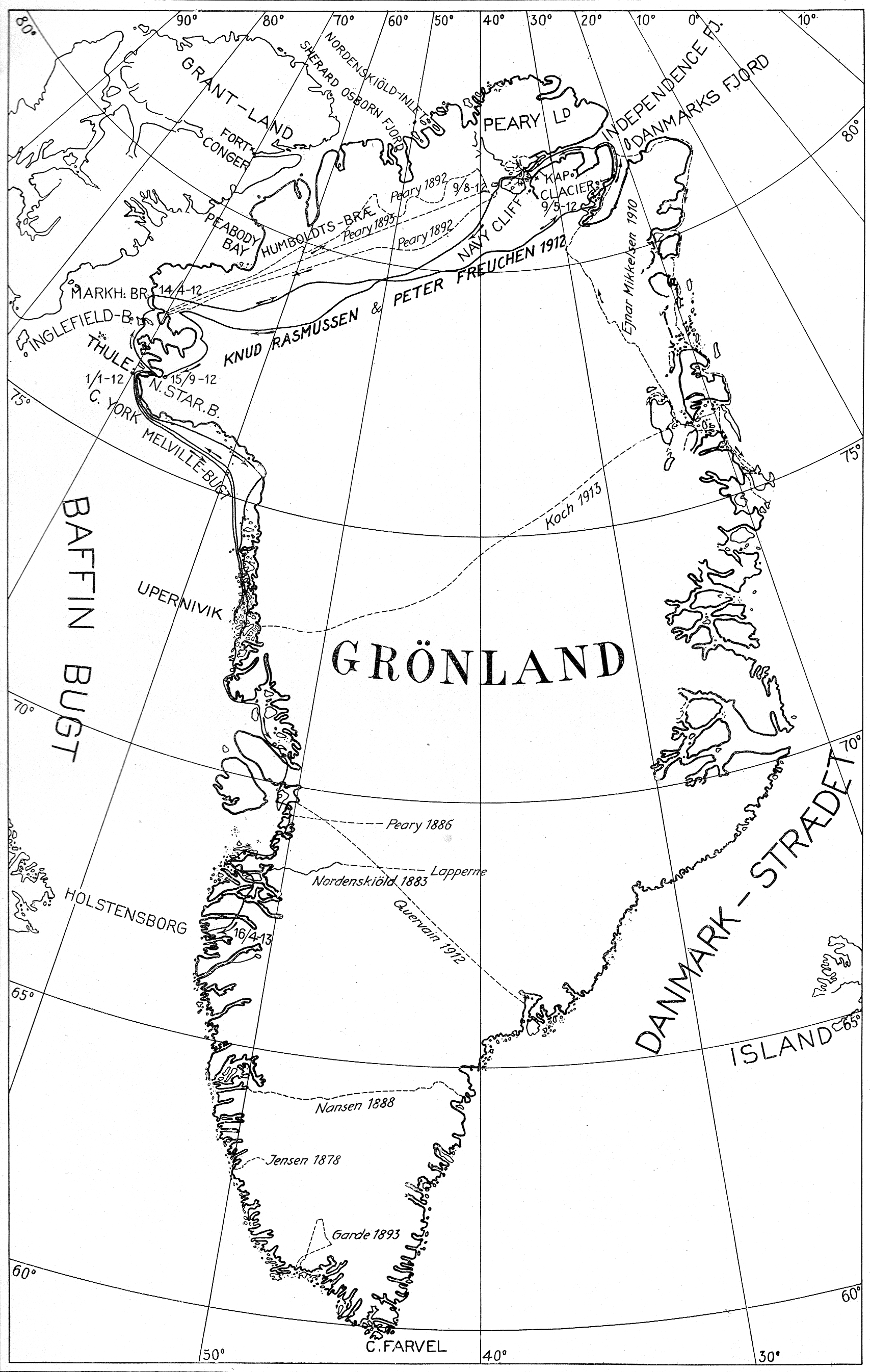
Vorstösse auf das grönländische Inlandeis bis 1913

In der Öffentlichkeit bekannt wurde de Quervain durch seine Grönlandexpeditionen 1909 und 1912. Bei der Expedition von 1912 unter seiner Leitung wurde erstmals das mittelgrönländische Inlandeis von Ilulissat bis zum Sermilik durchquert, eine bedeutend längere Strecke als Fridtjof Nansen 1888 in Südgrönland zurückgelegt hatte. Zuständig für die geographische Ortsbestimmung sowie Vermessungsarbeiten war der Architekt Roderich Fick, die weiteren Expeditionsteilnehmer der Durchquerung waren der Arzt Hans Hössli aus St. Moritz und der Ingenieur Karl Gaule aus Zürich. Erstmals wurden dabei die grönländischen Gletscher in einem Höhenprofil erfasst. De Quervain beschrieb seine Expeditionen in den Büchern Durch Grönlands Eiswüste (1911) und Quer durchs Grönlandeis (1914) und dokumentierte Teile davon in einem Film.
Nach de Quervain wurde der Quervain Peak, ein Berg in Grahamland auf der Antarktischen Halbinsel, benannt.
Der Chirurg Fritz de Quervain war sein Bruder.
Er war mit Ella, Tochter des Pfarrers Edwin Nil, verheiratet.

## Werke (Auswahl)
- Die Hebung der atmosphärischen Isothermen in den Schweizer Alpen und ihre Beziehung zu den Höhengrenzen. Wilhelm Engelmann, Leipzig 1903 (Diss. phil. Bern[2]).
- Durch Grönlands Eiswüste : Reise der Deutsch-Schweizerischen Grönlandexpedition 1909 auf das Inlandeis. Josef Singer, Strassburg; Leipzig 1911.
- Film de l’expédition suisse au Groenland 1912.
- Quer durchs Grönlandeis : die schweizerische Grönland-Expedition 1912/13. Kober, Basel 1914.
  - Neuausgabe: Verlag Neue Zürcher Zeitung, Zürich 1998, ISBN 3-85823-708-6.
- Alfred de Quervain; Paul-Louis Mercanton: Ergebnisse der Schweizerischen Grönlandexpedition. Komm. Georg & Co., Basel; Genf; Lyon 1920.